# Trybunał inkwizycji w Como

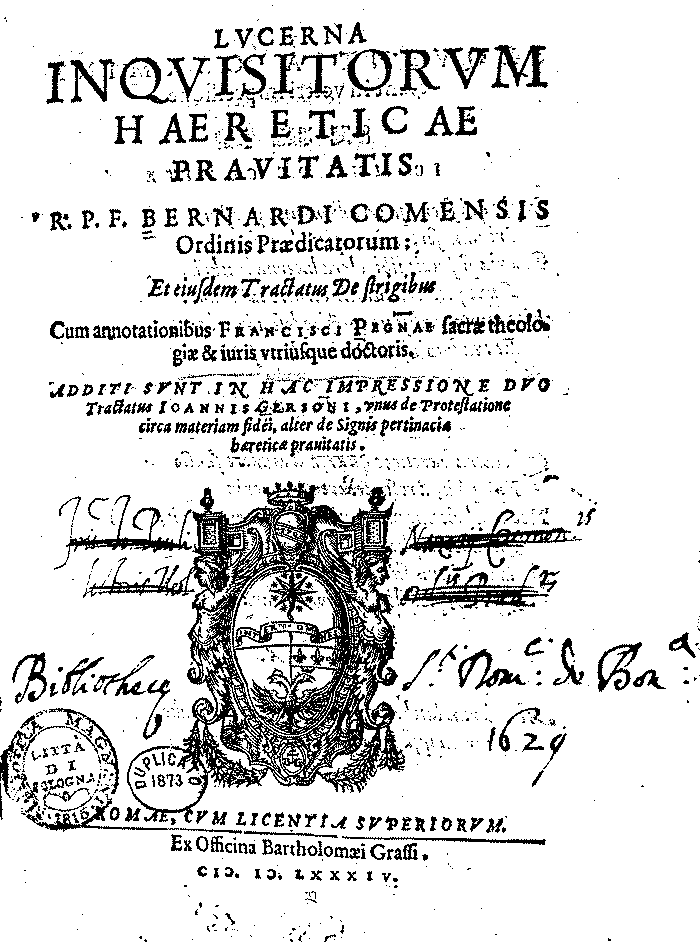
Strona tytułowa podręcznika Lucerna Inquisitorum Haereticae Pravitatis autorstwa pierwszego inkwizytora Como Bernardo Rategno da Como (wydanie rzymskie z 1584)

Trybunał inkwizycji w Como – sąd inkwizycyjny w Como w Księstwie Mediolanu, działający w latach 1505–1782. Był kierowany przez dominikanów i od połowy XVI wieku należał do struktur inkwizycji rzymskiej.

## Historia

### Średniowiecze
Początki obecności inkwizycji w diecezji Como wiążą się z osobą św. Piotra z Werony, dominikańskiego inkwizytora Lombardii w latach 1251–1252. Będąc inkwizytorem, sprawował on jednocześnie urząd przeora konwentu dominikańskiego S. Giovanni Pedemonte w Como. Został zamordowany na zlecenie mediolańskich katarów podczas podróży z Como do Mediolanu. Papież Innocenty IV kanonizował go w 1253, a w późniejszym czasie został uznany za patrona inkwizytorów. Blisko ćwierć wieku później w Valtellinie w diecezji Como śledztwo przeciwko miejscowym katarom prowadził inny inkwizytor, Pagano da Lecco, który również został z tego powodu zamordowany 26 grudnia 1277, a w zakonie dominikańskim niemal od razu uznano go za błogosławionego męczennika. 
Pomimo tak szczytnych tradycji miejscowych dominikanów, konwent S. Giovanni Pedemonte stał się siedzibą samodzielnego trybunału inkwizycyjnego dopiero w 1505. Kiedy na początku XIV wieku w utworzonej w 1252 dominikańskiej prowincji inkwizytorskiej Lombardii i Marchii Genueńskiej (do której należało Como) zaczęły formować się okręgi inkwizytorskie, diecezja Como stała się częścią wielkiego okręgu składającego się jeszcze z trzech innych diecezji (Vercelli, Novary i Ivrei). Inkwizytorzy wyznaczani dla tego okręgu rezydowali przeważnie w Vercelli. Nominacji dokonywał prowincjał dominikańskiej prowincji zakonnej Lombardii Górnej, podczas gdy konwent w Como w XV wieku został wyłączony spod władzy prowincjała i przypisany do zreformowanej, obserwanckiej Kongregacji Lombardzkiej.
Być może już pod koniec XIV wieku, a z pewnością w pierwszej połowie XV wieku diecezja Como stała się jednym z głównych ośrodków procesów o czary, które w drugiej połowie XV wieku i na początku XVI wieku przybrały tam masowy charakter. Procesy w Bormio w połowie lat 80. XV wieku, prowadzone przez wikariuszy inkwizytora Lorenzo Soleriego, stały się znane w Europie dzięki informacji, jaką zamieścił na ich temat niemiecki inkwizytor Heinrich Kramer w swym dziele Malleus Maleficarum.

### Czasy nowożytne

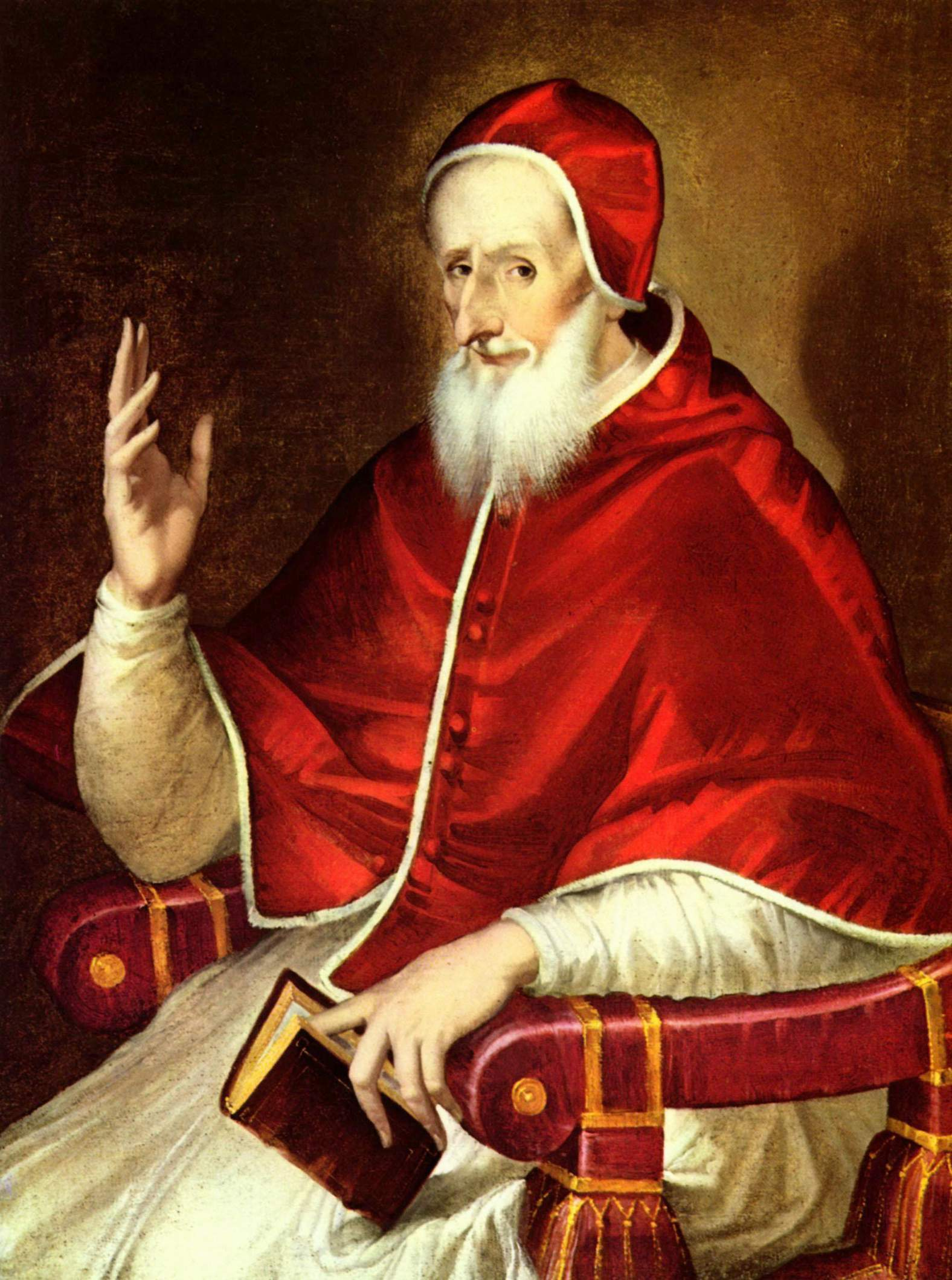
Pius V (Michele Ghislieri) przed wyborem na papieża był inkwizytorem Como (1550–1551)

20 maja 1505 generał zakonu dominikanów Vincenzo Bandello dokonał podziału dotychczasowego okręgu inkwizytorskiego ze stolicą w Vercelli na trzy mniejsze (Vercelli z Ivreą, Novara, Como). Pierwszym inkwizytorem trybunału dla diecezji Como został dominikanin Bernardo Rategno da Como. Kontynuował on prześladowania osób podejrzanych o czary. Napisał także podręcznik dla inkwizytorów Lucerna Inquisitorum Haereticae Pravitatis oraz traktat teologiczny o czarownicach (Tractatus de Strigibus). Oba te dzieła zostały wydane drukiem w 1566 w Mediolanie, w 1584 w Rzymie i w 1596 w Wenecji.
Po rezygnacji Bernardo Rategno (1512) procesy o czary w diecezji Como osiągnęły apogeum. W ciągu dekady (do 1523) co najmniej trzysta osób zostało spalonych na stosie. Działalność inkwizytorów zaczęła wzbudzać protesty ludności i władz świeckich, jednak w 1523 inkwizytor Modesto Scrofa zyskał pełne poparcie papieża Adriana VI. Procesy odbywały się jednak głównie w alpejskich dolinach, które po 1512 przeszły pod władzę szwajcarskiej Unii Trzech Lig (przekształconej później w kanton Gryzonia). Pod wpływem doniesień o nadużyciach inkwizytora Modesto Scrofy władze szwajcarskie w listopadzie 1523 odebrały sądom kościelnym jurysdykcję nad sprawami o czary.
Wkrótce potem głównym problemem inkwizycji w Como stało się przenikanie idei reformacji ze Szwajcarii. Nowe idee cieszyły się pewną sympatią w kapitule katedralnej, która w 1549 oprotestowała działania inkwizytora Antonio Vaccani da Lenno i doprowadziła do jego wygnania. Mianowany w 1550 nowy inkwizytor Michele Ghislieri nie tylko nie zdołał załagodzić sytuacji, ale swą bezkompromisową postawą doprowadził do jej zaostrzenia.
Gorliwość Ghislieriego bardzo szybko zwróciła uwagę kardynałów zasiadających w utworzonej w 1542 Kongregacji Rzymskiej i Powszechnej Inkwizycji (Świętego Oficjum), organu mającego za zadanie nadzorowanie i koordynację działań inkwizycji w Italii. Jeszcze jako inkwizytor Como był on wysyłany w charakterze komisarza Kongregacji do Bergamo i Ferrary, aż w końcu 3 czerwca 1551 został mianowany komisarzem generalnym Kongregacji Rzymskiej i Powszechnej Inkwizycji. W 1557 został on kardynałem, a w 1566 papieżem Piusem V (1566–1572).
W drugiej połowie XVI wieku w diecezji Como nadal odbywały się procesy o czary, jednak zachowana dokumentacja wskazuje, że inkwizytorzy Como obrali łagodniejszy sposób podejścia do osób podejrzanych o czary, zgodnie zresztą z nowymi wytycznymi Kongregacji Świętego Oficjum. W XVII i XVIII wieku kilkakrotnie zdarzało się, że inkwizycja w Como interweniowała (z różnym rezultatem) na rzecz osób oskarżonych o czary w regionach diecezji Como należących do Szwajcarii.
W 1714 Księstwo Mediolanu przeszło pod władzę Habsburgów austriackich. Początkowo nie miało to większego wpływu na działalność inkwizycji. Zmieniło się to dopiero za panowania cesarzowej Marii Teresy (1740–1780). W 1771 zlikwidowała ona świeckie konfraternie wspomagające inkwizycję (tzw. crocesignati) i odebrała inkwizycji kontrolę publikacji. Cztery lata później, 9 marca 1775 wydała dekret, zgodnie z którym inkwizytorzy Księstwa Mediolanu i ich wikariusze, w przypadku śmierci lub rezygnacji, nie mogą być zastępowani nowymi nominatami, co w praktyce oznaczało, że trybunały inkwizycyjne mogą istnieć jedynie do końca życia aktualnie urzędujących inkwizytorów. W ten sposób, w chwili jej śmierci pięć lat później, jedynym trybunałem w księstwie pozostał trybunał Como. Jednak jej syn i następca Józef II Habsburg nie zamierzał czekać na śmierć inkwizytora Gaspare Benedetto Caldary (zm. 1793). 9 maja 1782 trybunał w Como został oficjalnie rozwiązany, a jego archiwum spalono.

## Organizacja
Siedzibą trybunału był konwent S. Giovanni Pedemonte w Como, należący do prowincji lombardzkiej zakonu dominikanów. Inkwizytorem był zawsze dominikanin z tej prowincji zakonnej. Podlegało mu 29 wikariatów: Fino, Uggiate, Balerna, Riva San Vitale, Lugano, Agno, Bellinzona, Locarno, Cuvio, Nesso, Intelvi, Isola, Lenno, Bellagio, Mandello, Menaggio, Dongo, Gravedona, Olonio, Salmolaco, Chiavenna, Ardenno, Berbenno, Sondrio, Tresivio, Villa, Poschiavo, Mazzo, Bormio.

## Lista inkwizytorów
- Bernardo Rategno da Como OP (1505–1512)
- Antonio Natta da Casale OP (1512–1515)
- Agostino Maggio da Pavia OP (1516–1520)
- Modesto Scrofa da Vicenza OP (1520–1529?)
- Pietro Martire Rusca da Lugano OP (1530–1536)
- Francesco Casanova OP (1536–1543)
- Sisto Perlasca da Como OP (1543–1548)
- Antonio Vaccani da Lenno OP (1548–1550)
- Michele Ghislieri OP (1550–1551)
- Vincenzo Gargano da Casale OP (1553–1558)
- Antonio Vaccani da Lenno OP [ponownie] (1558–1564)
- Felice Piazza da Colorno OP (1564–1567)
- Gaspare de Sacco da Verona OP (1567–1578)
- Stefano Guaraldi da Cento OP (1578–1582)
- Abbondio Tridi da Como OP (1582–1591)
- Arcangelo Mancafola da Asolo OP (1591–1594)
- Giovanni Domenico Vignucci da Ravenna OP (1594–1597)
- Pietro Maria Fatigato da Legnano OP (1597–1604)
- Agapito Cortereggia da Bergamo OP (1604–1607)
- Sante Ripa da Genova OP (1607–1608)
- Paolo Pagliari da Capriata OP (1608–1614)
- Angelo Bucio da Vigevano OP (1614–1619)
- Giacomo Tinti OP (1619–1626)
- Agostino Petretti da Reggio OP (1626–1628)
- Bonifacio Rossi da Pesaro OP (1628–1630)
- Raffaele Grillenzoni da Bologna OP (1630–1633)
- Paolo Airoldi OP (1633–1637)
- Camillo Campeggi da Pavia OP (1637–1640)
- Pietro Martire Ricciardi da Acquanera OP (1640–1645)
- Ludovico Pezzani OP (1645–1654)
- Ludovico Maria Calchi da Milano OP (1654–1660)
- Giulio Antonio Pelizzoni da Pavia OP (1660–1668)
- Paolo Girolamo Giacconi da Garesio OP (1668–1676)
- Vincenzo Merulo da Sondrio OP (1676–1683)
- Giordano Vignali da Bologna OP (1683–1693)
- Paolo Girolamo Moretti da Forlì OP (1693–1710)
- Tommaso Bonaventura Boldi da Castronovo Scrivia OP (1710–1717)
- Andrea Reale da Forlì OP (1717–1720)
- Giovanni Filippo Monti da Fermo OP (1720–1725)
- Pio Silvestri da Milano OP (1725–1726)
- Giovanni Domenico Liboni da Ferrara OP (1726–1733)
- Gioacchino Maria Mazzani OP (1733)
- Giacinto Maria Ascensi da San Romolo OP (1733-1739)
- Giacinto Antonio Biondi da Lugi OP (1739-1740)
- Pietro Antonio Bagioni OP (1740-1742)
- Giacinto Tommaso Baroni da Diano OP (1742-1759)
- Giovanni Domenico Volta da Como OP (1759–1768)
- Angelo Guglielmo Corti OP (1768)
- Gaspare Benedetto Caldara da Como OP (1768–1782)